# Escola d'Eroles
L'Escola d'Eroles és una obra de Tremp (Pallars Jussà) protegida com a Bé Cultural d'Interès Local.

## Descripció
Edifici construït a quatre vents, amb un alçat irregular de quatre plantes (planta baixa, dos pisos i golfes) a la zona nord-oriental i d'un pis menys en la façana principal que afronta a la plaça Major. Tots els frontis tenen obertures i accessos en planta baixa. El parament original estava arrebossat i les obertures mostraven emmarcaments a base de franges llises que sobresortien lleugerament del mur, algunes de les quals encara es conserven. El frontis principal mostra una ordenació més simètrica i franges horitzontals que tradueixen a l'exterior els forjats. Les obertures són, en aquest cas, majoritàriament balcons, molt d'ells cegats; només un conserva la volada i la barana original.